# Delta (Iowa)
Delta es una ciudad situada en el condado de Keokuk, en el estado de Iowa, Estados Unidos. Según el censo de 2010 tenía una población de 328 habitantes.

## Geografía
Según la Oficina del Censo de los Estados Unidos, la localidad tiene un área total de 2,42 km², la totalidad de los cuales 2,42 km² corresponden a tierra firme.

## Demografía
Según el censo de 2010, había 328 personas residiendo en la localidad. La densidad de población era de 135,54 hab./km². Había 172 viviendas con una densidad media de 71,07 viviendas/km². El 96,95% de los habitantes eran blancos, el 1,83% afroamericanos, el 0,3% amerindios, el 0,3% de otras razas, y el 0,61% pertenecía a dos o más razas. El 0,61% de la población eran hispanos o latinos de cualquier raza.